# Szalánczy Erzsébet
Szenttamási Szalánczy Erzsébet (? – 1659/1660) Szalánczy János és Kemény Erzsébet leánya, Barcsay Ákos erdélyi fejedelem első felesége.

## Élete
Anyja Kemény János erdélyi fejedelemnek volt a testvére. 1655 előtt kötött házasságot Barcsay Ákossal, aki akkor Déva várkapitánya volt. Nem születtek gyermekeik. Férjét a törökök 1658. szeptember elején II. Rákóczi György ellenében fejedelemmé nevezték ki, mely kinevezést ő elfogadta. Október 11-én Segesváron iktatták be tisztségébe. Erzsébet Déva várában tartotta udvarát, ahonnan december 2-án Haller Pál kísérte át Segesvárra, a fejedelmi udvarba. Barcsay jobbnak látta maga mellett tudni feleségét, a kivonuló török csapatok ugyanis 1660-ban nagy fosztogatások közepette hagyták el az országot, és útjuk Déván is átvezetett. Erzsébet valószínűleg 1659-ben halt meg. Barcsay a gyászév letelte után, 1660-ban Bánffy Izabellát vette el.